# Valter Župan
Msgr. Valter Župan (Ćunski, otok Lošinj, 10. kolovoza 1938.), hrvatski katolički svećenik, biskup krčki u miru.

## Životopis
Rođen je 10. kolovoza 1938. godine u Ćunskom na otoku Lošinju, u obitelji otca Guida i majke Ivke rođ. Hrončić. Gimnaziju i sjemenište započeo je u Zadru, a završio u Pazinu. Studij teologije također je završio u Pazinu jer je u to vrijeme Visoka teološka škola iz Rijeke bila premještena u Pazin. 
Za svećenika Krčke biskupije zaređen je 8. srpnja 1962. godine. 
Vršio je sljedeće službe: 
- župni vikar u Malom Lošinju (od 1962. do 1970.)
- župnik i dekan u Omišlju (od 1970. do 1974.)
- župnik i dekan u Cresu (od 1974. do 1979.)
- župnik i dekan u Malom Lošinju (od 1979. do 1989.)
- generalni vikar Krčke biskupije (od 1989. do 1997.)

Imenovan je dijecezanskim administratorom Krčke biskupije 6. listopada 1997. godine. 
Papa Ivan Pavao II. imenovao ga je krčkim biskupom, 31. siječnja 1998. Za biskupa je zaređen 15. ožujka iste godine u krčkoj katedrali. Glavni zareditelj bio je kardinal Josip Bozanić, nadbiskup zagrebački, a suzareditelji msgr. Anton Tamarut, nadbiskup riječko-senjski i msgr. Ivan Milovan, biskup porečko pulski.
Papa Franjo prihvatio je odreknuće od vršenje službe krčkoag biskupa, zbog navršene kanonske dobi za umirovljenje 24. siječnja 2015. godine.
Umirovljen je 22. ožujka 2015.godine.
Službe koje je do umirovljenja obnašao u HBK-u:
- predsjednik Vijeća HBK za obitelj
- član Biskupske komisije HBK za liturgiju
- član Biskupske komisije za Papinski hrvatski zavod sv. Jeronima u Rimu

Na četvrtu korizmenu nedjelju, 19. ožujka 2023., u krčkoj katedrali predvodio je euharistijsko slavlje, ujedno i proslavu srebrnoga jubileja svojega biskupstva, u zajedništvu s (nad)biskupima Josipom Bozanićem, Ivicom Petanjkom, Matom Uzinićem, Zdenkom Križićem i Ivanom Milovanom.